# Neserkauhor
Neserkauhor va ser un príncep egipci de la V Dinastia. Era del faraó Djedkare Isesi. Neserkauhor va ser enterrat a Abusir, en una zona coneguda avui com "el cementiri familiar de Djedkare".

## Títols
Els títols coneguts de Neserkauhor són els següentsː
- Venerat amb el Gran Déu
- Príncep hereditari
- El més gran de cinc al temple de Thoth
- Qui està al corrent del secrets de la paraula del déu
- Sacerdot principal lector
- Fill del Rei
- Fill del rei del seu cos molt estimat
- Únic company (i) escriva del bon llibre

## Biografia
Neserkauhor va viure durant el segle XXV aC. Es debat si tenia alguna professió real o si els seus títols eren purament honoraris i simplement va passar la seva vida a la cort reial. De fet, els prínceps de sang reial no ocupaven càrrecs públics a principis de la V dinastia, no obstant això, se sap que van actuar com a supervisors de la construcció de la piràmide del rei durant posterior la VI dinastia. Per tant, és possible que Neserkauhor, que va viure entre aquests dos períodes, actués com a supervisor d'alguns dels projectes del seu pare. No sabem qui era la seva mare.
Neserkauhor va ser enterrat a Abusir, en un cementiri construït durant la segona meitat del regnat de Djedkare. La seva tomba sembla datar d'una època una mica posterior a la de la seva germana Kekheretnebti i la del noble Idu. Quan es va excavar la mastaba de Neserkauhor als anys 1980, s'hi van trobar un gran nombre d'estàtues de fusta.